# Dichocera riederi
Dichocera riederi är en tvåvingeart som först beskrevs av Henry J. Reinhard 1943.  Dichocera riederi ingår i släktet Dichocera och familjen parasitflugor.
Artens utbredningsområde är Oregon. Inga underarter finns listade i Catalogue of Life.